# Via Agrippa

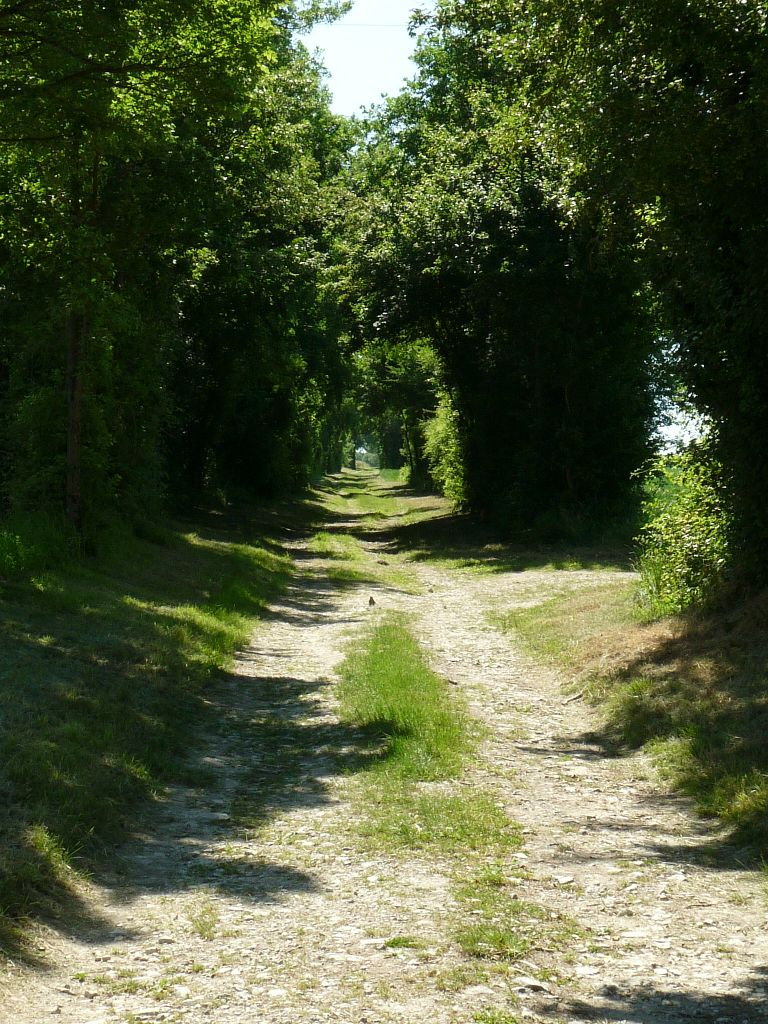
Tracé van de Via Agrippa naar Saintes in Saint-Genis-d'Hiersac

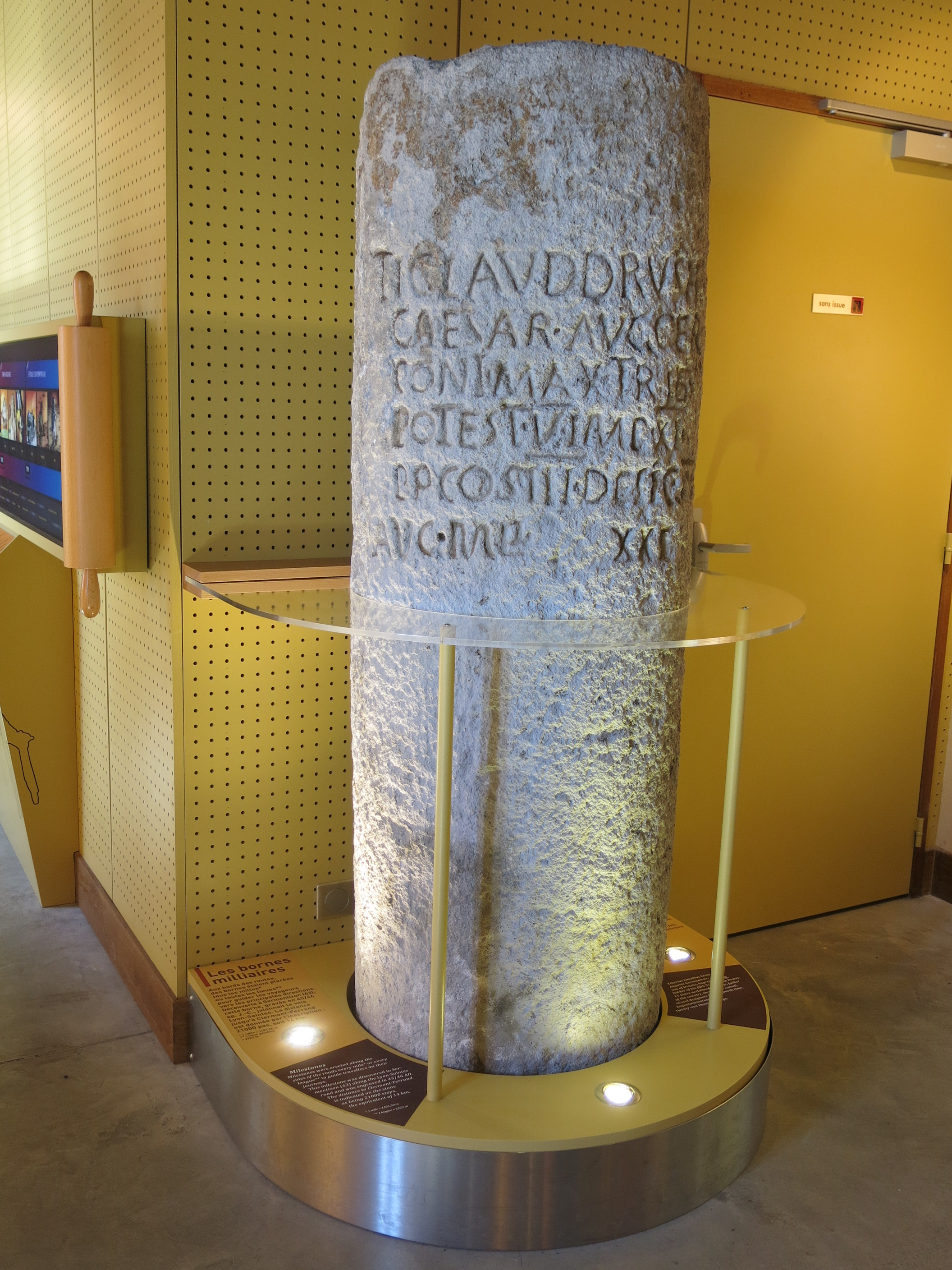
Mijlpaal van de Via Agrippa naar Saintes, met een inscriptie uit de eerste eeuw onder keizer Tiberius

De Via Agrippa was een netwerk van Romeinse wegen aangelegd in Gallië in de tweede helft van de eerste eeuw v.Chr.
De wegen zijn genoemd naar Marcus Vipsanius Agrippa, die van keizer Augustus de opdracht kreeg om de Gallische provincies te reorganiseren. De wegen werden vanaf 27 v.Chr. aangelegd. Voor een groot deel werd gebruik gemaakt van het tracé van bestaande wegen. De wegen volgden zoveel mogelijk een recht tracé. Ze vermeden moerassig gebied en overstromingsgebieden langs de rivieren. Bij rivieren werden natuurlijke oversteekplaatsen gekozen of werden houten of stenen bruggen gebouwd. Langs de Via Agrippa, die dienstdeed als handelsweg, werden halteplaatsen, vicussen en villa's gebouwd.
De historicus Strabo vermeldde vier Romeinse wegen met de naam Via Agrippa die alle Lyon (Lugdunum) als vertrekpunt hadden:
- naar de Rijn, via Langres (Andematunnum) en Trier (Augusta Treverorum) naar Keulen;
- naar Het Kanaal naar Boulogne (Gesoriacum);
- naar het zuiden, door de Rhônevallei naar Arles (Arelate);
- naar de Atlantische kust, via Clermont-Ferrand (Augustonemetum) en Limoges (Augustoritum) naar Saintes (Mediolanum Santonum) en later verder naar Bordeaux.

Al deze wegen zijn afgebeeld op de laatantieke Peutingerkaart. Vanaf de vijfde eeuw met het wegvallen van het Romeinse bestuur werden de wegen niet meer onderhouden. Het tracé van veel van de wegen is aangehouden in departementele of lokale wegen.

## Archeologie
Er vonden archeologische opgravingen plaats op verschillende plaatsen langs de Via Agrippa. Voorbeelden zijn de opgravingen in Basse-en-Charente in 2011 langs de weg naar Saintes en in Graveson in 2015 langs de weg naar Arles. In die laatste plaats werd een tracé van 200 meter blootgelegd en bewaard.
Andere archeologische restanten zijn de mijlpalen die langs de wegen werden geplaatst.